# Pilă Leclanché
Pila Leclanché (numită și pilă uscată) este o baterie electrică inventată și patentată de Georges Leclanché în 1868.
Este una dintre cele mai cunoscute elemente galvanice primare și funcționează pe baza reacției redox dintre zinc și dioxid de mangan.

## Caracteristici
Acest tip de pilă are o forță electromotoare cuprinsă între 1,5 și 1,6 volți, o capacitate (pentru cele de buzunar) de 2Ah și o densitate de energie de 0,18 W⋅h⋅cm-3.
Pila Leclanché prezintă o mare importanță economică datorită simplității și a dimensiunilor mici: volumul pilelor aflate în uz variază între 0,1 cm3 și 1m3, ceea ce corespunde unor capacități disponibile variind între ordinul mAh și 104 Ah și unor puteri cuprinse între câțiva μV și câțiva MW.

## Reacții chimice
Lanțul electrochimic al pilei este:
{\displaystyle \left(-\right)Zn\;|\;NH_{4}Cl\;|\;MnO_{2}+C\left(+\right)}
Reacțiile care au loc în pilă se prezintă prin ecuațiile:
la catod (+): {\displaystyle 2MnO_{2}+2H_{2}O+2e^{-}\longrightarrow \;2MnO(OH)+2OH^{-}}
la anod (-): {\displaystyle Zn-2e^{-}\longrightarrow \;Zn^{2+}}
{\displaystyle Zn^{2+}+2OH^{-}\longrightarrow \;Zn(OH)_{2}}
Reacția globală este:
{\displaystyle Zn+2MnO_{2}+2H_{2}O\longrightarrow \;Zn(OH)_{2}+2MnO(OH).}

## Domenii de utilizare
Aria utilizării pilelor Leclanché este extinsă, acoperind domenii dificile ca: alimentarea instalațiilor de semnalizare, a aparatelor de radio portabile tranzistorizate, a soneriilor electrice, a lanternelor etc.